# Kukës (huyện)
Kukës là một quận thuộc hạt Kukës, Albania. Quận này có diện tích 956 km² và dân số năm 2002 là 64054 người, mật độ 67 người/km².